# Căușeni (arrondissement)
Het arrondissement Căușeni is een arrondissement van Moldavië. De zetel van het arrondissement is Căușeni. Het arrondissement heeft een bevolking van 92.000 inwoners (01-01-2012).
De 30 gemeenten, incl. deelgemeenten (localitățile) van Căușeni:
- Baccealia, incl. Florica, Plop en Tricolici
- Baimaclia, incl. Surchiceni
- Căinari, met de titel orașul (stad), incl. Căinari, loc.st.cf
- Căușeni, met de titel orașul (stad)
- Chircăiești
- Chircăieștii Noi, incl. Baurci
- Chițcani, incl. Merenești en Zahorna
- Cîrnățeni
- Cîrnățenii Noi, incl. Sălcuța Nouă
- Ciuflești
- Copanca
- Coșcalia
- Cremenciug
- Fîrlădeni, incl. Fîrlădenii Noi
- Gîsca
- Grădinița, incl. Leuntea en Valea Verde
- Grigorievca
- Hagimus
- Opaci
- Pervomaisc, incl. Constantinovca
- Plop-Știubei
- Săiți
- Sălcuța
- Tănătari
- Tănătarii Noi, incl. Ștefănești en Ursoaia Nouă
- Taraclia
- Tocuz
- Ucrainca, incl. Zviozdocica
- Ursoaia
- Zaim, incl. Marianca de Sus en Zaim, loc.st.cf